# 688 Attack Sub
688 Attack Sub est un jeu vidéo de simulation de sous-marin sorti en 1989 et fonctionne sur Amiga, MS-DOS et Mega Drive. Le jeu a été développé et édité par Electronic Arts sur MS-DOS et par Sega sur Mega Drive.